# Азінії
Азіній (лат. Asinius) — номен давньоримської плебейської родини Азініїв. Першим відомим історії представником роду був Герій Азіній з племені марруцинів.

## Відомі представники
- Герій Азіній (Gerius Asinius) — претор 90 р. до н. е. Походив з племені марруцинів. Приблизні роки життя: 130 — 90 р. до н. е.
- Гней Азіній (Gnaeus Asinius) — син Герія Азінія, перший римський громадянин у своїй родині. Батько Гая Азінія Полліона та Гнея Азіній Марруцина. Приблизні роки життя: 100 р. до н. е. — після 76 р. до н. е.
- Гней Азіній Марруцин (Gnaeus Asinius Marrucinus) — проконсул Азії 34 р. до н. е. Син Гнея Азінія та брат Гая Азінія Полліона. Роки життя: близько 78 р. до н. е. — після 34 р. до н. е. Приятель поета Катулла, згадується в його творах.
- Гай Азіній Полліон (Gaius Asinius Pollio) — оратор, поет, історик, консул 40 р. до н. е.
- Азіній Салонін (Asinius Saloninus) — син попереднього. Народився 39 р. до н. е. і незабаром помер.
- Герій Азіній (Gerius Asinius) — син Гая Азінія Полліона. Народився після 37 р. до н. е., помер до 4 р. н. е.
- Гай Азіній Галл Салонін (Gaius Asinius Gallus Saloninus) — консул 8 р. до н. е.; помер 30 р.
- Квінт Азіній Галл (Quintus Asinius Gallus) — син Гая Азінія Галла Салоніна. Брав участь у заколоті проти імператора Клавдія. Роки життя: близько 6 р. до н. е. — після 46 р.
- Гней Азіній Салонін (Gnaeus Asinius Saloninus) — син Гая Азінія Галла Салоніна. Роки життя: близько 4 р. до н. е. — 22 р. н. е.
- Сервій Азіній Целер (Gaius Asinius Celer) — консул-суффект 38 р., син попереднього
- Гай Азіній Полліон (Gaius Asinius Pollio) — консул 23 р.
- Марк Азіній Агріппа (Marcus Asinius Agrippa) — консул 25 р.; помер 26 р.
- Марк Азіній Марцелл (Marcus Asinius Marcellus) — консул 54 р.
- Луцій Азіній Полліон Веррукоз (Lucius Asinius Pollio Verrucosus) — консул 81 р.
- Марк Азіній Атратін (Marcus Asinius Atratinus) — консул 89 р.
- Марк Азіній Марцелл Молодший (Marcus Asinius Marcellus Minor) — консул 104 р., син Марка Азінія Марцелла.
- Гай Азіній Руф (Gaius Asinius Rufus) — сенатор 136 р.
- Гай Азіній Квадрат Протім (Gaius Asinius Quadratus Protimus) — проконсул провінції Ахайа 211 або 220 р. Син Гая Азінія Руфа.
- Гай Азіній Квадрат (Gaius Asinius Quadratus) — історик III ст., небіж попереднього.